# Дискография Дайаны Росс
Дискография американской певицы Дайаны Росс включает в себя двадцать четыре студийных альбома, пять концертных альбомов, пять саундтрек-альбомов, один мини-альбом, и более тридцати четырёх сборников, а также более ста синглов.
После её ухода из The Supremes в 1970 году, Росс выпустила свой одноимённый дебютный сольный альбом в том же году, песня «Ain’t No Mountain High Enough» с него заняла первую строчку хит-парада Billboard Hot 100. Позже она выпустила альбом Touch Me in the Morning в 1973 году; заглавный трек c него стал вторым сольным чарттоппером. Она продолжила успешную сольную карьеру в 1970-е годы, выпуская такие популярные альбомы как Mahogany и Diana Ross, с которых были выпущены не менее популярные песни «Do You Know Where You’re Going To» и «Love Hangover». Её альбом 1980 года Diana (самый продаваемый альбом певицы) породил ещё один сингл номер один в США, «Upside Down», а также международный хит «I’m Coming Out». Долгое время певица сотрудничала с лейблом Motown Records, но ушла с него в 1981 году, тогда же она получила свой последний хит номер один в США — песню «Endless Love». После перехода певицы на RCA Records вектор популярности её более смещается на европейский рынок, где с успехом встречают такие синглы как «Why Do Fools Fall in Love», «Muscles», «All of You», «Chain Reaction» и «When You Tell Me That You Love Me».
Дайана Росс является единственной певицей, у которой есть синглы номер один в качестве сольного исполнителя, в дуэте (с Лайонелом Ричи), в составе трио (The Supremes), и как у участника супергруппы (USA for Africa). В 1976 году Росс была названа «Артисткой века» журналом Billboard. В 1993 году она была включена в Книгу рекордов Гиннесса как самая успешная женщина-музыкант в истории, благодаря ее успеху в хит-парадах Соединенных Штатов и Соединенного Королевства. У Росс в Великобритании был хит в первой десятке в каждом из последних пяти десятилетий, а также сингл в топ-75 по крайней мере один раз в год с 1964 по 1996. В списке самых величайших артистов журнала Billboard Росс присутствует дважды: на 16 месте в составе The Supremes и на 26 месте сольно.

## Альбомы

### Студийные альбомы
| Diana Ross                                                                         | - Выпущен: 19 июня 1970 - Лейбл: Motown Records - Формат: LP, 8-Trk, MC                      | 19  | 1  | —  | 14 | —  | 13 | —  | —  | —  | —  |                                                                    |
| Everything Is Everything                                                           | - Выпущен: 3 ноября 1970 - Лейбл: Motown Records - Формат: LP, MC                            | 42  | 5  | —  | 31 | —  | 67 | —  | —  | —  | —  |                                                                    |
| Surrender                                                                          | - Выпущен: 6 июля 1971 - Лейбл: Motown Records - Формат: LP, MC                              | 56  | 10 | —  | 10 | —  | 45 | —  | —  | —  | —  | - BPI: Серебряный                                                  |
| Touch Me in the Morning                                                            | - Выпущен: 22 июня 1973 - Лейбл: Motown Records - Формат: LP, 8-Trk, MC                      | 5   | 1  | 20 | 4  | —  | 5  | —  | —  | —  | —  | - BPI: Золотой                                                     |
| Diana & Marvin (совместно с Марвином Гэем)                                         | - Выпущен: 26 октября 1973 - Лейбл: Motown Records - Формат: LP, 8-Trk, MC                   | 26  | 7  | 84 | 6  | —  | 55 | —  | —  | —  | —  | - BPI: Золотой                                                     |
| Last Time I Saw Him                                                                | - Выпущен: 6 декабря 1973 - Лейбл: Motown Records - Формат: LP, 8-Trk, MC                    | 52  | 12 | 50 | 41 | —  | 68 | —  | —  | —  | —  |                                                                    |
| Diana Ross                                                                         | - Выпущен: 10 февраля 1976 - Лейбл: Motown Records - Формат: LP, 8-Trk, MC                   | 5   | 4  | 39 | 4  | —  | 2  | 2  | —  | —  | —  | - BPI: Золотой                                                     |
| Baby It’s Me                                                                       | - Выпущен: 16 сентября 1977 - Лейбл: Motown Records - Формат: LP, 8-Trk, MC                  | 18  | 7  | 81 | —  | —  | 15 | —  | —  | —  | —  | - BPI: Серебряный                                                  |
| Ross                                                                               | - Выпущен: 3 сентября 1978 - Лейбл: Motown Records - Формат: LP, 8-Trk, MC                   | 49  | 32 | —  | —  | —  | 59 | —  | —  | —  | —  |                                                                    |
| The Boss                                                                           | - Выпущен: 23 мая 1979 - Лейбл: Motown Records - Формат: LP, 8-Trk, MC                       | 14  | 10 | 76 | 52 | —  | 38 | —  | —  | —  | 50 | - RIAA: Золотой                                                    |
| Diana                                                                              | - Выпущен: 22 мая 1980 - Лейбл: Motown Records - Формат: LP, 8-Trk, MC                       | 2   | 1  | 17 | 12 | 5  | 8  | 4  | 3  | —  | 1  | - RIAA: Платиновый - BPI: Золотой - MC: Платиновый - NVPI: Золотой |
| Why Do Fools Fall in Love                                                          | - Выпущен: 14 сентября 1981 - Лейбл: RCA Records - Формат: LP, 8-Trk, MC                     | 15  | 4  | 47 | 17 | —  | 33 | 3  | 5  | —  | 6  | - RIAA: Платиновый - BPI: Золотой - MC: Золотой                    |
| Silk Electric                                                                      | - Выпущен: 10 сентября 1982 - Лейбл: RCA Records - Формат: LP, 8-Trk, MC                     | 27  | 5  | 84 | 33 | —  | 44 | 14 | 12 | —  | 11 | - RIAA: Золотой - BPI: Серебряный                                  |
| Ross                                                                               | - Выпущен: 9 июня 1983 - Лейбл: RCA Records - Формат: LP, CD, MC                             | 32  | 14 | 59 | 44 | 34 | 57 | 27 | —  | —  | —  |                                                                    |
| Swept Away                                                                         | - Выпущен: 13 сентября 1984 - Лейбл: RCA Records - Формат: LP, CD, MC                        | 26  | 7  | 78 | 40 | 22 | 37 | 10 | 7  | 17 | 10 | - RIAA: Золотой - MC: Золотой                                      |
| Eaten Alive                                                                        | - Выпущен: 24 сентября 1985 - Лейбл: RCA Records - Формат: LP, CD, MC                        | 45  | 27 | 11 | 11 | 20 | 43 | 8  | 3  | 10 | 9  |                                                                    |
| Red Hot Rhythm & Blues                                                             | - Выпущен: Май 1987 - Лейбл: RCA Records - Формат: CD, MC, LP                                | 73  | 39 | —  | 47 | 55 | 78 | 53 | 20 | 22 | 12 |                                                                    |
| Workin’ Overtime                                                                   | - Выпущен: 6 июня 1989 - Лейбл: Motown Records - Формат: CD, MC, LP                          | 116 | 34 | 85 | 23 | 64 | —  | 43 | —  | —  | 22 | - BPI: Серебряный                                                  |
| The Force Behind the Power                                                         | - Выпущен: 10 сентября 1991 - Лейбл: Motown Records - Формат: CD, MC, LP                     | 102 | 66 | —  | 11 | —  | —  | 32 | —  | 37 | 43 | - BPI: Платиновый                                                  |
| A Very Special Season                                                              | - Выпущен: 14 ноября 1994 - Лейбл: EMI Records - Формат: CD, MC                              | —   | —  | —  | 37 | —  | —  | 93 | —  | —  | —  | - BPI: Золотой                                                     |
| Take Me Higher                                                                     | - Выпущен: 5 сентября 1995 - Лейбл: Motown Records - Формат: CD, MC                          | 114 | 38 | —  | 10 | —  | —  | 48 | —  | —  | —  |                                                                    |
| Every Day Is a New Day                                                             | - Выпущен: 4 мая 1999 - Лейбл: Motown Records - Формат: CD, MC                               | 108 | 48 | —  | 73 | —  | —  | —  | —  | —  | —  |                                                                    |
| Blue                                                                               | - Выпущен: 20 июня 2006 - Лейбл: Motown Records - Формат: CD                                 | 146 | 71 | —  | —  | —  | —  | —  | —  | —  | —  |                                                                    |
| I Love You                                                                         | - Выпущен: 2 октября 2006 - Лейбл: Manhattan Records - Формат: CD                            | 36  | 16 | —  | 60 | —  | —  | 92 | —  | —  | —  |                                                                    |
| Diana Ross Sings Songs from The Wiz                                                | - Выпущен: 27 ноября 2015 - Лейбл: Universal Music - Формат: цифровая загрузка               | —   | 36 | —  | —  | —  | —  | —  | —  | —  | —  |                                                                    |
| Thank You                                                                          | - Выпущен: 5 ноября 2021 - Лейбл: Decca Records - Формат: LP, CD, кассета, цифровая загрузка | —   | —  | —  | 7  | 33 | —  | 42 | —  | 21 | —  |                                                                    |
| Символ «—» означает, что альбом не попал в чарт или не выпускался в данной стране. |                                                                                              |     |    |    |    |    |    |    |    |    |    |                                                                    |

### Концертные альбомы
| Live at Caesars Palace                                                             | - Выпущен: Май 1974 - Лейбл: Motown Records - Формат: LP, 8-Trk, MC       | 64  | 15 | 92 | 21 | —  | 40 | —  | — | — | —  | |
| An Evening with Diana Ross                                                         | - Выпущен: 18 января 1977 - Лейбл: Motown Records - Формат: LP, 8-Trk, MC | 29  | 14 | —  | 52 | —  | 21 | —  | — | — | —  | - BPI: Серебряный |
| Greatest Hits Live                                                                 | - Выпущен: 1 июля 1989 - Лейбл: EMI Records - Формат: CD, 2xLP            | —   | —  | —  | 34 | —  | —  | 72 | — | — | —  | - BPI: Золотой |
| Stolen Moments: The Lady Sings… Jazz and Blues                                     | - Выпущен: Апрель 1993 - Лейбл: Motown Records - Формат: CD, MC           | —   | 73 | —  | 45 | —  | —  | —  | — | — | —  | |
| Christmas in Vienna (совместно с Пласидо Доминго и Хосе Каррерасом)                | - Выпущен: 5 октября 1993 - Лейбл: Sony Classical - Формат: CD, MC, VHS   | 154 | —  | —  | 71 | 13 | —  | 4  | 4 | 7 | 14 | - IFPI Austria: Платиновый - BEA: Золотой - BVMI: Золотой - NVPI: 3x Платиновый - IFPI Norway: Золотой - IFPI Switzerland: Золотой |
| Символ «—» означает, что альбом не попал в чарт или не выпускался в данной стране. |                                                                           |     |    |    |    |    |    |    |   |   |    | |

### Саундтрек-альбомы
| Diana!                                                                             | - Выпущен: 29 марта 1971 - Лейбл: Motown Records - Формат: LP, MC            | 46 | 3  | —  | 43 | 40 | —  |                 |
| Lady Sings the Blues                                                               | - Выпущен: Октябрь 1979 - Лейбл: Motown Records - Формат: 2xLP, MC           | 1  | 2  | 43 | 50 | 5  | —  | - BPI: Золотой  |
| Mahogany                                                                           | - Выпущен: Октябрь 1975 - Лейбл: Motown Records - Формат: LP, 8-Trk          | 19 | 15 | 59 | —  | 6  | 10 |                 |
| The Wiz: Original Motion Picture Soundtrack                                        | - Выпущен: 18 сентября 1978 - Лейбл: MCA Records - Формат: 2xLP, 2xMC, 8-Trk | 40 | 33 | —  | —  | 53 | 22 | - RIAA: Золотой |
| Endless Love: Original Motion Picture Soundtrack                                   | - Выпущен: 1981 - Лейбл: Mercury Records - Формат: LP, MC, 8-Trk             | 9  | 9  | 26 | 26 | 17 | —  | - RIAA: Золотой |
| Символ «—» означает, что альбом не попал в чарт или не выпускался в данной стране. |                                                                              |    |    |    |    |    |    |                 |

### Ремиксовые альбомы
| Diana Extended: The Remixes                                                        | - Выпущен: 12 апреля 1994 - Лейбл: Motown Records - Формат: CD, MC             | — | 58 | 68 |
| Ain’t No Mountain High Enough: The Remix Album                                     | - Выпущен: 23 марта 2018 - Лейбл: Motown Records - Формат: Цифровая загрузка   | — | —  | —  |
| I’m Coming Out / Upside Down: The Remix Album                                      | - Выпущен: 10 августа 2018 - Лейбл: Motown Records - Формат: Цифровая загрузка | — | —  | —  |
| Supertonic: Mixes                                                                  | - Выпущен: 29 мая 2020 - Лейбл: Motown Records - Формат: Цифровая загрузка     | — | —  | —  |
| Символ «—» означает, что альбом не попал в чарт или не выпускался в данной стране. |                                                                                |   |    |    |

### Мини-альбомы
| Название       | Детали                                                            |
| -------------- | ----------------------------------------------------------------- |
| When You Dream | - Выпущен: 24 марта 1993 (Япония) - Лейбл: InsideOut - Формат: CD |

### Сборники
| Greatest Hits                                                                      | - Выпущен: 1972 - Лейбл: Tamla Motown - Формат: LP, 8-Trk, MC                     | —  | —   | —  | 34 | —  | — | —  | —  | —  | - BPI: Золотой                                  |
| Diana Ross’ Greatest Hits                                                          | - Выпущен: 12 июля 1976 - Лейбл: Motown Records - Формат: LP, 8-Trk, MC           | 13 | 10  | 47 | 2  | —  | 6 | —  | —  | —  | - BPI: Золотой - MC: Золотой                    |
| 20 Golden Greats                                                                   | - Выпущен: Октябрь 1979 - Лейбл: Tamla Motown - Формат: LP, MC                    | —  | —   | —  | 2  | —  | — | —  | —  | —  | - BPI: Платиновый                               |
| To Love Again                                                                      | - Выпущен: 17 февраля 1981 - Лейбл: Motown Records - Формат: LP, 8-Trk, MC        | 32 | 16  | —  | 26 | 62 | — | 39 | 17 | 35 |                                                 |
| All the Great Hits                                                                 | - Выпущен: 1981 - Лейбл: Motown Records - Формат: 2xLP, MC                        | 37 | 14  | —  | 21 | —  | — | 24 | —  | —  | - RIAA: Золотой - BPI: Платиновый - MC: Золотой |
| Collection                                                                         | - Выпущен: 1981 - Лейбл: K-Tel - Формат: LP, MC                                   | —  | —   | 27 | —  | —  | — | —  | —  | —  |                                                 |
| Diana’s Duets                                                                      | - Выпущен: 29 января 1982 - Лейбл: Motown Records - Формат: LP, MC                | —  | —   | —  | 43 | —  | — | —  | —  | —  | - BPI: Серебряный                               |
| Love Songs                                                                         | - Выпущен: 1982 - Лейбл: K-Tel, Motown Records - Формат: LP, MC                   | —  | —   | 86 | 5  | —  | — | —  | —  | —  | - BPI: Платиновый                               |
| Anthology                                                                          | - Выпущен: 1983 - Лейбл: Motown Records - Формат: LP, MC                          | 63 | 44  | —  | —  | —  | — | —  | —  | —  |                                                 |
| Portrait                                                                           | - Выпущен: 1983 - Лейбл: Telstar Records - Формат: 2xLP, 2xMC, CD                 | —  | —   | —  | 8  | —  | — | —  | —  | —  | - BPI: Золотой                                  |
| Love Songs                                                                         | - Выпущен: 1984 - Лейбл: K-Tel, Arrival Records - Формат: LP, MC                  | —  | —   | —  | —  | —  | — | 10 | —  | —  |                                                 |
| Dance Songs                                                                        | - Выпущен: 1985 - Лейбл: K-Tel - Формат: CD, LP, MC                               | —  | —   | —  | —  | —  | — | 24 | —  | —  |                                                 |
| Love Songs (совместно с Майклом Джексоном)                                         | - Выпущен: 1 сентября 1987 - Лейбл: Telstar Records - Формат: CD, MC              | —  | —   | —  | 12 | —  | — | —  | —  | —  | - BPI: Платиновый                               |
| The Diana Ross Story                                                               | - Выпущен: 1988 - Лейбл: K-Tel - Формат: CD, MC                                   | —  | —   | 40 | —  | —  | — | —  | —  | —  |                                                 |
| Motown’s Greatest Hits                                                             | - Выпущен: 1992 - Лейбл: Motown Records - Формат: CD, MC, LP                      | —  | —   | —  | 20 | —  | — | —  | —  | —  | - BPI: Серебряный                               |
| Forever Diana: Musical Memoirs                                                     | - Выпущен: 4 октября 1993 - Лейбл: Motown Records - Формат: Box (4xCD)            | —  | 88  | —  | —  | —  | — | —  | —  | —  |                                                 |
| One Woman: The Ultimate Collection                                                 | - Выпущен: 18 октября 1993 - Лейбл: EMI Records - Формат: CD, MC, 2xLP            | —  | —   | —  | 1  | 79 | — | 55 | —  | —  | - BEA: Платиновый - BPI: 4x Платиновый          |
| Voice of Love                                                                      | - Выпущен: 29 ноября 1996 - Лейбл: EMI Records - Формат: CD, MC                   | —  | —   | —  | 42 | —  | — | —  | —  | —  | - BPI: Золотой                                  |
| Greatest Hits: The RCA Years                                                       | - Выпущен: 1997 - Лейбл: RCA Records - Формат: CD                                 | —  | —   | —  | —  | —  | — | —  | —  | —  |                                                 |
| 40 Golden Motown Greats                                                            | - Выпущен: 19 октября 1998 - Лейбл: Motown Records - Формат: CD                   | —  | —   | —  | —  | —  | — | —  | —  | —  | - BPI: Золотой                                  |
| Love & Life: The Very Best of Diana Ross                                           | - Выпущен: 15 января 2001 - Лейбл: EMI Records - Формат: 2xCD                     | —  | —   | —  | 28 | —  | — | 38 | —  | 34 | - BPI: Платиновый                               |
| The No. 1’s                                                                        | - Выпущен: 21 октября 2003 - Лейбл: Motown Records - Формат: CD                   | 72 | 63  | —  | 15 | —  | — | —  | 8  | 18 | - BPI: Золотой                                  |
| Soul Legends                                                                       | - Выпущен: Май 2006 - Лейбл: Universal Music - Формат: CD                         | —  | —   | —  | —  | —  | — | 86 | —  | —  |                                                 |
| The Definitive Collection                                                          | - Выпущен: 29 августа 2006 - Лейбл: Hip-O Records - Формат: CD                    | —  | —   | —  | —  | —  | — | —  | —  | —  |                                                 |
| Playlist Your Way                                                                  | - Выпущен: 2008 - Лейбл: Motown Records - Формат: CD                              | —  | 100 | —  | —  | —  | — | —  | —  | —  |                                                 |
| Complete Collection                                                                | - Выпущен: 2009 - Лейбл: Universal Music - Формат: 2xCD                           | —  | —   | —  | —  | —  | — | 5  | —  | —  |                                                 |
| The Greatest                                                                       | - Выпущен: 7 ноября 2011 - Лейбл: Universal Music, Motown Records - Формат: 2xCD  | —  | —   | —  | 24 | —  | — | —  | —  | —  | - BPI: Золотой                                  |
| Icon                                                                               | - Выпущен: 2012 - Лейбл: Universal Music, Motown Records - Формат: CD             | —  | 72  | —  | —  | —  | — | —  | —  | —  |                                                 |
| Upside Down: The Collection                                                        | - Выпущен: 6 ноября 2012 - Лейбл: Spectrum Music - Формат: CD                     | —  | —   | —  | —  | —  | — | —  | —  | —  |                                                 |
| Playlist: The Very Best of Diana Ross                                              | - Выпущен: 21 мая 2013 - Лейбл: RCA Records - Формат: CD, цифровая загрузка       | —  | —   | —  | —  | —  | — | —  | —  | —  |                                                 |
| Diamond Diana: The Legacy Collection                                               | - Выпущен: 17 ноября 2017 - Лейбл: Motown Records - Формат: CD, цифровая загрузка | 30 | 18  | —  | —  | —  | — | —  | —  | —  |                                                 |
| Символ «—» означает, что альбом не попал в чарт или не выпускался в данной стране. |                                                                                   |    |     |    |    |    |   |    |    |    |                                                 |

### Видеоальбомы
| Название                                                                           | Детали                                                                   | Наивысшая позиция в чартах | Наивысшая позиция в чартах | Сертификации    |
| Название                                                                           | Детали                                                                   | США Video                  | ВЕЛ Video                  | Сертификации    |
| ---------------------------------------------------------------------------------- | ------------------------------------------------------------------------ | -------------------------- | -------------------------- | --------------- |
| In Concert                                                                         | - Выпущен: 1984 - Лейбл: Pioneer Artists - Формат: Laserdisc, VHS        | —                          | —                          |                 |
| The Visions of Diana                                                               | - Выпущен: 1985 - Лейбл: Pioneer Artists - Формат: Laserdisc, VHS        | 25                         | —                          | - RIAA: Золотой |
| Diana Ross Live — Stolen Moments: The Lady Sings… Jazz and Blues                   | - Выпущен: 1993 - Лейбл: Motown Home Video - Формат: Laserdisc, VHS, DVD | —                          | —                          |                 |
| One Woman — The Video Collection                                                   | - Выпущен: 1993 - Лейбл: Pioneer - Формат: Laserdisc, VHS                | —                          | 9                          |                 |
| Live in Central Park                                                               | - Выпущен: 15 мая 2012 - Лейбл: Shout! Factory - Формат: DVD             | —                          | 13                         |                 |
| Символ «—» означает, что альбом не попал в чарт или не выпускался в данной стране. |                                                                          |                            |                            |                 |

## Синглы

### 1970-е годы
| Год                                                                               | Название                                                                           | Наивысшая позиция в чартах | Наивысшая позиция в чартах | Наивысшая позиция в чартах | Наивысшая позиция в чартах | Наивысшая позиция в чартах | Наивысшая позиция в чартах | Наивысшая позиция в чартах | Наивысшая позиция в чартах | Наивысшая позиция в чартах | Наивысшая позиция в чартах | Сертификации      | Альбом                                      |
| Год                                                                               | Название                                                                           | США                        | США AC                     | США Dance                  | США R&B                    | АВС                        | ВЕЛ                        | ИРЛ                        | КАН                        | НИД                        | НОЗ                        | Сертификации      | Альбом                                      |
| --------------------------------------------------------------------------------- | ---------------------------------------------------------------------------------- | -------------------------- | -------------------------- | -------------------------- | -------------------------- | -------------------------- | -------------------------- | -------------------------- | -------------------------- | -------------------------- | -------------------------- | ----------------- | ------------------------------------------- |
| 1970                                                                              | «Reach Out and Touch (Somebody’s Hand)»                                            | 20                         | 18                         | —                          | 7                          | 56                         | 33                         | —                          | 23                         | —                          | —                          |                   | Diana Ross                                  |
| 1970                                                                              | «Ain’t No Mountain High Enough»                                                    | 1                          | 6                          | —                          | 1                          | 25                         | 33                         | 14                         | 7                          | —                          | —                          | - BPI: Серебряный | Diana Ross                                  |
| 1970                                                                              | «Surrender»                                                                        | 16                         | 20                         | —                          | 10                         | —                          | 7                          | —                          | 9                          | —                          | —                          |                   | Remember Me                                 |
| 1971                                                                              | «Reach Out I’ll Be There»                                                          | 29                         | 16                         | —                          | 17                         | —                          | —                          | —                          | 35                         | —                          | —                          |                   | Remember Me                                 |
| 1971                                                                              | «Surrender»                                                                        | 38                         | —                          | —                          | 16                         | —                          | 10                         | —                          | 45                         | —                          | —                          |                   | Remember Me                                 |
| 1971                                                                              | «I’m Still Waiting»                                                                | 63                         | —                          | —                          | 40                         | 69                         | 1                          | 1                          | 81                         | —                          | —                          |                   | Everything Is Everything                    |
| 1972                                                                              | «Doobedood’ndoobe, Doobedood’ndoobe, Doobedood’ndoo»                               | —                          | —                          | —                          | —                          | —                          | 12                         | —                          | —                          | —                          | —                          |                   | Everything Is Everything                    |
| 1972                                                                              | «Good Morning Heartache»                                                           | 34                         | 8                          | —                          | 20                         | —                          | —                          | —                          | 44                         | —                          | —                          |                   | Lady Sings the Blues                        |
| 1973                                                                              | «Touch Me in the Morning»                                                          | 1                          | 1                          | —                          | 5                          | 5                          | 9                          | —                          | 6                          | —                          | —                          |                   | Touch Me in the Morning                     |
| 1973                                                                              | «You’re a Special Part of Me» (совместно с Марвином Гэем)                          | 12                         | 43                         | —                          | 4                          | —                          | —                          | —                          | 25                         | —                          | —                          |                   | Diana & Marvin                              |
| 1973                                                                              | «All Of My Life»                                                                   | —                          | —                          | —                          | —                          | —                          | 9                          | —                          | —                          | —                          | —                          |                   | Touch Me in the Morning                     |
| 1973                                                                              | «Last Time I Saw Him»                                                              | 14                         | 1                          | —                          | 15                         | 18                         | 35                         | —                          | 8                          | —                          | —                          |                   | Last Time I Saw Him                         |
| 1974                                                                              | «My Mistake (Was to Love You)»                                                     | 19                         | —                          | —                          | 15                         | —                          | —                          | —                          | 16                         | —                          | —                          |                   | Diana & Marvin                              |
| 1974                                                                              | «Sleepin’»                                                                         | 70                         | —                          | —                          | 50                         | —                          | —                          | —                          | 47                         | —                          | —                          |                   | Last Time I Saw Him                         |
| 1974                                                                              | «You Are Everything» (совместно с Марвином Гэем)                                   | —                          | —                          | —                          | —                          | —                          | 5                          | 20                         | —                          | 13                         | —                          | - BPI: Серебряный | Diana & Marvin                              |
| 1974                                                                              | «Don’t Knock My Love» (совместно с Марвином Гэем)                                  | 46                         | —                          | —                          | 26                         | —                          | —                          | —                          | 53                         | —                          | —                          |                   | Diana & Marvin                              |
| 1974                                                                              | «Stop, Look, Listen (To Your Heart)» (совместно с Марвином Гэем)                   | —                          | —                          | —                          | —                          | —                          | 25                         | —                          | —                          | —                          | —                          |                   | Diana & Marvin                              |
| 1974                                                                              | «Love Me»                                                                          | —                          | —                          | —                          | —                          | —                          | 38                         | —                          | —                          | —                          | —                          |                   | Last Time I Saw Him                         |
| 1975                                                                              | «Sorry Doesn’t Always Make It Right»                                               | —                          | 17                         | —                          | —                          | —                          | 23                         | —                          | 75                         | —                          | —                          |                   | без альбома                                 |
| 1975                                                                              | «Theme from Mahogany (Do You Know Where You’re Going To)»                          | 1                          | 1                          | —                          | 14                         | 38                         | 5                          | 2                          | 4                          | 4                          | 19                         |                   | Mahogany                                    |
| 1976                                                                              | «I Thought It Took a Little Time (But Today I Fell in Love)»                       | 47                         | 4                          | —                          | 61                         | —                          | 32                         | —                          | 53                         | —                          | —                          |                   | Diana Ross                                  |
| 1976                                                                              | «Love Hangover»                                                                    | 1                          | 19                         | —                          | 1                          | 67                         | 10                         | 11                         | 9                          | 18                         | 28                         |                   | Diana Ross                                  |
| 1976                                                                              | «One Love in My Lifetime»                                                          | 25                         | 31                         | —                          | 10                         | —                          | —                          | —                          | 24                         | —                          | —                          |                   | Diana Ross                                  |
| 1977                                                                              | «Gettin’ Ready for Love»                                                           | 27                         | 8                          | —                          | 16                         | —                          | 23                         | —                          | 29                         | —                          | —                          |                   | Baby It’s Me                                |
| 1978                                                                              | «Your Love Is So Good for Me»                                                      | 49                         | —                          | 15                         | 16                         | —                          | —                          | —                          | 66                         | —                          | —                          |                   | Baby It’s Me                                |
| 1978                                                                              | «Top of the World»                                                                 | —                          | —                          | 15                         | —                          | —                          | —                          | —                          | —                          | —                          | —                          |                   | Baby It’s Me                                |
| 1978                                                                              | «You Got It»                                                                       | 49                         | 9                          | —                          | 39                         | —                          | —                          | —                          | 67                         | —                          | —                          |                   | Baby It’s Me                                |
| 1978                                                                              | «Lovin’, Livin’ and Givin’»                                                        | —                          | —                          | 35                         | —                          | —                          | 54                         | —                          | —                          | —                          | —                          |                   | Ross                                        |
| 1978                                                                              | «Ease on Down the Road» (совместно с Майклом Джексоном)                            | 41                         | 40                         | —                          | 17                         | —                          | 14                         | —                          | 35                         | 33                         | —                          |                   | The Wiz: Original Motion Picture Soundtrack |
| 1978                                                                              | «Pops, We Love You» (совместно с Марвином Гэем, Смоки Робинсоном и Стиви Уандером) | 59                         | —                          | —                          | 26                         | —                          | 66                         | —                          | 60                         | —                          | —                          |                   | Pops, We Love You                           |
| 1978                                                                              | «What You Gave Me»                                                                 | —                          | —                          | 35                         | 86                         | —                          | —                          | —                          | —                          | —                          | —                          |                   | Ross                                        |
| 1979                                                                              | «A Brand New Day»                                                                  | —                          | —                          | —                          | —                          | —                          | —                          | —                          | —                          | 1                          | —                          |                   | The Wiz: Original Motion Picture Soundtrack |
| 1979                                                                              | «The Boss»                                                                         | 19                         | 41                         | 1                          | 12                         | —                          | 10                         | —                          | 48                         | —                          | —                          |                   | The Boss                                    |
| 1979                                                                              | «No One Gets the Prize»                                                            | —                          | —                          | 1                          | —                          | —                          | 59                         | —                          | —                          | —                          | —                          |                   | The Boss                                    |
| 1979                                                                              | «It’s My House»                                                                    | —                          | —                          | 1                          | 27                         | 71                         | 32                         | —                          | —                          | —                          | —                          |                   | The Boss                                    |
| Символ «—» означает, что сингл не попал в чарт или не выпускался в данной стране. |                                                                                    |                            |                            |                            |                            |                            |                            |                            |                            |                            |                            |                   |                                             |

### 1980-е годы
| Год                                                                               | Название                                    | Наивысшая позиция в чартах | Наивысшая позиция в чартах | Наивысшая позиция в чартах | Наивысшая позиция в чартах | Наивысшая позиция в чартах | Наивысшая позиция в чартах | Наивысшая позиция в чартах | Наивысшая позиция в чартах | Наивысшая позиция в чартах | Наивысшая позиция в чартах | Сертификации                                                                    | Альбом                                                  |
| Год                                                                               | Название                                    | США                        | США AC                     | США Dance                  | США R&B                    | АВС                        | ВЕЛ                        | ИРЛ                        | КАН                        | НИД                        | НОЗ                        | Сертификации                                                                    | Альбом                                                  |
| --------------------------------------------------------------------------------- | ------------------------------------------- | -------------------------- | -------------------------- | -------------------------- | -------------------------- | -------------------------- | -------------------------- | -------------------------- | -------------------------- | -------------------------- | -------------------------- | ------------------------------------------------------------------------------- | ------------------------------------------------------- |
| 1980                                                                              | «Upside Down»                               | 1                          | 18                         | 1                          | 1                          | 1                          | 2                          | 3                          | 5                          | 3                          | 1                          | - RIAA: Золотой - BPI: Золотой - MC: Платиновый - NVPI: Золотой - RMNZ: Золотой | Diana                                                   |
| 1980                                                                              | «I’m Coming Out»                            | 5                          | —                          | 1                          | 6                          | 40                         | 13                         | 8                          | 68                         | 18                         | 5                          | - MC: Платиновый - BPI: Платиновый                                              | Diana                                                   |
| 1980                                                                              | «My Old Piano»                              | —                          | —                          | —                          | —                          | 25                         | 5                          | 4                          | —                          | 2                          | —                          | - BPI: Серебряный                                                               | Diana                                                   |
| 1980                                                                              | «It’s My Turn»                              | 9                          | 9                          | —                          | 14                         | 97                         | 16                         | 17                         | —                          | 31                         | —                          |                                                                                 | To Love Again                                           |
| 1981                                                                              | «One More Chance»                           | 79                         | —                          | —                          | 54                         | —                          | 49                         | —                          | —                          | —                          | —                          |                                                                                 | To Love Again                                           |
| 1981                                                                              | «Cryin’ My Heart Out for You»               | —                          | —                          | —                          | —                          | —                          | 58                         | —                          | —                          | —                          | —                          |                                                                                 | To Love Again                                           |
| 1981                                                                              | «Endless Love» (совместно с Лайонелом Ричи) | 1                          | 1                          | —                          | 1                          | 1                          | 7                          | 9                          | 1                          | 10                         | 3                          | - RIAA: Платиновый - BPI: Золотой - MC: Платиновый                              | Endless Love: Original Motion Picture Soundtrack        |
| 1981                                                                              | «Why Do Fools Fall in Love»                 | 7                          | 2                          | —                          | 6                          | 15                         | 4                          | 9                          | 17                         | 1                          | 3                          | - BPI: Серебряный                                                               | Why Do Fools Fall in Love                               |
| 1981                                                                              | «Mirror Mirror»                             | 8                          | —                          | 14                         | 2                          | —                          | 36                         | —                          | 29                         | 24                         | 15                         |                                                                                 | Why Do Fools Fall in Love                               |
| 1982                                                                              | «Tenderness»                                | —                          | —                          | —                          | —                          | —                          | 73                         | —                          | —                          | 37                         | —                          |                                                                                 | Diana                                                   |
| 1982                                                                              | «Old Funky Rolls»                           | —                          | —                          | —                          | —                          | —                          | —                          | —                          | —                          | —                          | —                          |                                                                                 | без альбома                                             |
| 1982                                                                              | «Work That Body»                            | 44                         | —                          | 14                         | 34                         | —                          | 7                          | 10                         | —                          | 15                         | —                          |                                                                                 | Why Do Fools Fall in Love                               |
| 1982                                                                              | «It’s Never Too Late»                       | —                          | —                          | —                          | —                          | —                          | 41                         | —                          | —                          | —                          | —                          |                                                                                 | Why Do Fools Fall in Love                               |
| 1982                                                                              | «Muscles»                                   | 10                         | 36                         | —                          | 4                          | 50                         | 15                         | 23                         | 18                         | 10                         | 18                         |                                                                                 | Silk Electric                                           |
| 1983                                                                              | «So Close»                                  | 40                         | 13                         | —                          | 76                         | —                          | 43                         | 25                         | —                          | —                          | —                          |                                                                                 | Silk Electric                                           |
| 1983                                                                              | «Who»                                       | —                          | —                          | —                          | —                          | —                          | —                          | 44                         | —                          | —                          | —                          |                                                                                 | Silk Electric                                           |
| 1983                                                                              | «Pieces of Ice»                             | 31                         | —                          | 17                         | 15                         | 73                         | 46                         | —                          | —                          | —                          | —                          |                                                                                 | Ross                                                    |
| 1983                                                                              | «Up Front»                                  | —                          | —                          | —                          | 60                         | —                          | —                          | —                          | —                          | —                          | —                          |                                                                                 | Ross                                                    |
| 1983                                                                              | «Let’s Go Up»                               | 77                         | —                          | —                          | 55                         | —                          | —                          | —                          | —                          | —                          | —                          |                                                                                 | Ross                                                    |
| 1984                                                                              | «All of You» (совместно с Хулио Иглесиасом) | 19                         | 2                          | —                          | 38                         | 19                         | 43                         | 23                         | 8                          | 7                          | 10                         | - MC: Золотой                                                                   | Swept Away                                              |
| 1984                                                                              | «Swept Away»                                | 19                         | —                          | 1                          | 3                          | —                          | —                          | —                          | 17                         | 36                         | —                          |                                                                                 | Swept Away                                              |
| 1984                                                                              | «Touch by Touch»                            | —                          | —                          | —                          | —                          | —                          | 47                         | —                          | 18                         | 17                         | —                          |                                                                                 | Swept Away                                              |
| 1984                                                                              | «Missing You»                               | 10                         | 4                          | —                          | 1                          | 95                         | 76                         | —                          | 29                         | —                          | —                          |                                                                                 | Swept Away                                              |
| 1985                                                                              | «Telephone»                                 | —                          | —                          | —                          | 13                         | —                          | —                          | —                          | —                          | —                          | —                          |                                                                                 | Swept Away                                              |
| 1985                                                                              | «Eaten Alive»                               | 77                         | —                          | 3                          | 10                         | 81                         | 71                         | 29                         | 79                         | 17                         | 26                         |                                                                                 | Eaten Alive                                             |
| 1985                                                                              | «Chain Reaction»                            | 66                         | 25                         | 7                          | 85                         | 1                          | 1                          | 1                          | 35                         | 40                         | 3                          | - BPI: Золотой                                                                  | Eaten Alive                                             |
| 1986                                                                              | «Experience»                                | —                          | —                          | —                          | —                          | 64                         | 47                         | 14                         | —                          | 45                         | —                          |                                                                                 | Eaten Alive                                             |
| 1987                                                                              | «Dirty Looks»                               | —                          | —                          | —                          | 12                         | —                          | 49                         | —                          | 88                         | 60                         | —                          |                                                                                 | Red Hot Rhythm & Blues                                  |
| 1987                                                                              | «Tell Me Again»                             | —                          | —                          | —                          | —                          | —                          | —                          | —                          | —                          | —                          | —                          |                                                                                 | Red Hot Rhythm & Blues                                  |
| 1987                                                                              | «Shockwaves»                                | —                          | —                          | —                          | —                          | —                          | 76                         | —                          | —                          | —                          | —                          |                                                                                 | Red Hot Rhythm & Blues                                  |
| 1988                                                                              | «Mr. Lee»                                   | —                          | —                          | —                          | —                          | —                          | 58                         | —                          | —                          | —                          | —                          |                                                                                 | Red Hot Rhythm & Blues                                  |
| 1988                                                                              | «Love Hangover» (PWL ’88 Remix)             | —                          | —                          | —                          | —                          | —                          | 75                         | —                          | —                          | —                          | —                          |                                                                                 | без альбома                                             |
| 1988                                                                              | «If We Hold on Together»                    | —                          | 23                         | —                          | —                          | —                          | 11                         | 25                         | —                          | 36                         | —                          |                                                                                 | The Land Before Time Original Motion Picture Soundtrack |
| 1989                                                                              | «Workin’ Overtime»                          | —                          | —                          | 11                         | 3                          | 96                         | 32                         | 23                         | —                          | —                          | —                          |                                                                                 | Workin’ Overtime                                        |
| 1989                                                                              | «This House»                                | —                          | —                          | —                          | 64                         | —                          | —                          | —                          | —                          | —                          | —                          |                                                                                 | Workin’ Overtime                                        |
| 1989                                                                              | «Bottom Line»                               | —                          | —                          | —                          | —                          | —                          | —                          | —                          | —                          | —                          | —                          |                                                                                 | Workin’ Overtime                                        |
| 1989                                                                              | «Love Hangover ’89»                         | —                          | —                          | 3                          | —                          | —                          | —                          | —                          | —                          | —                          | —                          |                                                                                 | без альбома                                             |
| 1989                                                                              | «Paradise» (Shep Pettibone’s Club Mix)      | —                          | —                          | 11                         | —                          | —                          | 61                         | —                          | —                          | —                          | —                          |                                                                                 | без альбома                                             |
| Символ «—» означает, что сингл не попал в чарт или не выпускался в данной стране. |                                             |                            |                            |                            |                            |                            |                            |                            |                            |                            |                            |                                                                                 |                                                         |

### 1990-е годы
| Год                                                                               | Название                                               | Наивысшая позиция в чартах | Наивысшая позиция в чартах | Наивысшая позиция в чартах | Наивысшая позиция в чартах | Наивысшая позиция в чартах | Наивысшая позиция в чартах | Наивысшая позиция в чартах | Наивысшая позиция в чартах | Наивысшая позиция в чартах | Наивысшая позиция в чартах | Сертификации      | Альбом                             |
| Год                                                                               | Название                                               | США AC                     | США Dance                  | США R&B                    | АВС                        | БЕЛ                        | ВЕЛ                        | ГЕР                        | ИРЛ                        | НИД                        | ШОТ                        | Сертификации      | Альбом                             |
| --------------------------------------------------------------------------------- | ------------------------------------------------------ | -------------------------- | -------------------------- | -------------------------- | -------------------------- | -------------------------- | -------------------------- | -------------------------- | -------------------------- | -------------------------- | -------------------------- | ----------------- | ---------------------------------- |
| 1990                                                                              | «I’m Still Waiting» (Phil Chill Remix)                 | —                          | —                          | —                          | —                          | —                          | 21                         | —                          | 15                         | —                          | —                          |                   | без альбома                        |
| 1991                                                                              | «No Matter What You Do» (совместно с Al B. Sure!)      | —                          | —                          | 4                          | —                          | —                          | —                          | —                          | —                          | —                          | —                          |                   | Private Times…and the Whole 9!     |
| 1991                                                                              | «When You Tell Me That You Love Me»                    | 26                         | —                          | 37                         | 83                         | 23                         | 2                          | —                          | 4                          | 6                          | —                          | - BPI: Серебряный | The Force Behind the Power         |
| 1991                                                                              | «You’re Gonna Love It»                                 | —                          | 24                         | —                          | —                          | —                          | —                          | —                          | —                          | —                          | —                          |                   | The Force Behind the Power         |
| 1992                                                                              | «The Force Behind The Power»                           | —                          | —                          | —                          | —                          | —                          | 27                         | 82                         | —                          | —                          | —                          |                   | The Force Behind the Power         |
| 1992                                                                              | «One Shining Moment»                                   | —                          | —                          | —                          | —                          | —                          | 10                         | —                          | 16                         | —                          | —                          |                   | The Force Behind the Power         |
| 1992                                                                              | «Heart (Don’t Change My Mind)»                         | —                          | —                          | —                          | —                          | —                          | 31                         | —                          | —                          | —                          | —                          |                   | The Force Behind the Power         |
| 1992                                                                              | «That’s Why I Call You My Friend»                      | —                          | —                          | —                          | —                          | —                          | —                          | —                          | —                          | —                          | —                          |                   | без альбома                        |
| 1993                                                                              | «The Best Years of My Life»                            | —                          | —                          | —                          | —                          | —                          | 28                         | —                          | —                          | —                          | —                          |                   | Forever Diana: Musical Memoirs     |
| 1993                                                                              | «Chain Reaction ’93»                                   | —                          | —                          | —                          | —                          | —                          | 20                         | —                          | 26                         | —                          | —                          |                   | без альбома                        |
| 1993                                                                              | «Your Love»                                            | —                          | —                          | —                          | —                          | —                          | 14                         | —                          | —                          | —                          | —                          |                   | One Woman: The Ultimate Collection |
| 1994                                                                              | «Someday We’ll Be Together» (Remix)                    | —                          | 7                          | —                          | —                          | —                          | —                          | —                          | —                          | —                          | —                          |                   | Diana Extended: The Remixes        |
| 1994                                                                              | «Why Do Fools Fall in Love» / «I’m Coming Out» (Remix) | —                          | —                          | —                          | —                          | —                          | 36                         | —                          | —                          | —                          | —                          |                   | без альбома                        |
| 1995                                                                              | «Take Me Higher»                                       | —                          | 1                          | 77                         | —                          | —                          | 32                         | —                          | —                          | —                          | —                          |                   | Take Me Higher                     |
| 1995                                                                              | «Gone»                                                 | —                          | —                          | 107                        | —                          | —                          | 36                         | —                          | —                          | —                          | —                          |                   | Take Me Higher                     |
| 1996                                                                              | «If You’re Not Gonna Love Me Right»                    | —                          | —                          | 67                         | —                          | —                          | —                          | —                          | —                          | —                          | —                          |                   | Take Me Higher                     |
| 1996                                                                              | «Voice of the Heart»                                   | 28                         | —                          | —                          | —                          | —                          | —                          | —                          | —                          | —                          | —                          |                   | Take Me Higher                     |
| 1996                                                                              | «I Will Survive»                                       | —                          | 37                         | —                          | —                          | —                          | 17                         | —                          | —                          | —                          | —                          |                   | Take Me Higher                     |
| 1996                                                                              | «In the Ones You Love»                                 | —                          | —                          | —                          | —                          | —                          | 34                         | —                          | —                          | —                          | —                          |                   | Voice of Love                      |
| 1997                                                                              | «Promise Me You’ll Try»                                | —                          | —                          | —                          | —                          | —                          | —                          | —                          | —                          | —                          | —                          |                   | Voice of Love                      |
| 1999                                                                              | «Until We Meet Again»                                  | —                          | 2                          | 73                         | —                          | —                          | —                          | —                          | —                          | —                          | —                          |                   | Every Day Is a New Day             |
| 1999                                                                              | «Every Day Is a New Day»                               | —                          | —                          | —                          | —                          | —                          | —                          | —                          | —                          | —                          | —                          |                   | Every Day Is a New Day             |
| 1999                                                                              | «Not Over You Yet»                                     | —                          | —                          | —                          | —                          | 3                          | 9                          | 67                         | —                          | 74                         | 9                          |                   | Every Day Is a New Day             |
| Символ «—» означает, что сингл не попал в чарт или не выпускался в данной стране. |                                                        |                            |                            |                            |                            |                            |                            |                            |                            |                            |                            |                   |                                    |

### 2000-е — 2020-е годы
| 2001                                                                              | «Goin’ Back»                                               | —  | — | — | — | 82 | —  | —   | — |  | Love & Life: The Very Best of Diana Ross |
| 2005                                                                              | «When You Tell Me That You Love Me» (совместно с Westlife) | —  | — | 2 | 2 | 45 | 80 | 186 | 2 |  | Face to Face                             |
| 2006                                                                              | «I've Got a Crush on You» (совместно с Родом Стюартом)     | 19 | — | — | — | —  | —  | —   | — |  | The Great American Songbook              |
| 2006                                                                              | «What a Diff’rence a Day Makes»                            | —  | — | — | — | —  | —  | —   | — |  | Blue                                     |
| 2017                                                                              | «Ain’t No Mountain High Enough 2017»                       | —  | 1 | — | — | —  | —  | —   | — |  | Supertonic: Mixes                        |
| 2018                                                                              | «I’m Coming Out / Upside Down 2018»                        | —  | 1 | — | — | —  | —  | —   | — |  | Supertonic: Mixes                        |
| 2019                                                                              | «The Boss 2019»                                            | —  | 1 | — | — | —  | —  | —   | — |  | Supertonic: Mixes                        |
| 2020                                                                              | «Love Hangover 2020»                                       | —  | 1 | — | — | —  | —  | —   | — |  | Supertonic: Mixes                        |
| 2021                                                                              | «Thank You»                                                | —  | — | — | — | —  | —  | —   | — |  | Thank You                                |
| 2021                                                                              | «If the World Just Danced»                                 | —  | — | — | — | —  | —  | —   | — |  | Thank You                                |
| 2021                                                                              | «All Is Well»                                              | —  | — | — | — | —  | —  | —   | — |  | Thank You                                |
| 2021                                                                              | «I Still Believe»                                          | —  | — | — | — | —  | —  | —   | — |  | Thank You                                |
| 2022                                                                              | «Turn Up the Sunshine» (при участии Tame Impala)           | 19 | — | — | — | —  | —  | —   | — |  | Minions: The Rise of Gru                 |
| Символ «—» означает, что сингл не попал в чарт или не выпускался в данной стране. |                                                            |    |   |   |   |    |    |     |   |  |                                          |

### Комментарии
1. ↑  Thank You не попал в чарт Billboard 200, но занял 16-е место в чарте Top Current Album Sales[19].
2. ↑  Thank You не попал в чарт Top R&B/Hip-Hop Albums, но занял 25-е место в чарте Top R&B Albums[20].
3. ↑  Supertonic: Mixes не попал в чарт Billboard 200, но занял 66-е место в чарте Top Current Album Sales[27].
4. ↑  «Love Hangover» в 1976 году не попал в чарт Billboard Dance Club Songs, поскольку чарт начал свою деятельность только в июле того же года, в то время как сингл вышел в марте. Тем не менее песня заняла первое место в чарте Record World Disco File Top 20[39].
5. ↑  «My Old Piano» не попал в чарт Billboard Hot 100, но занял 9-е место в чарте Bubbling Under Hot 100[32].
6. ↑  «Thank You» не попал в чарт UK Singles Chart, но занял 38-е место в чарте UK Singles Sales[46].
7. ↑  «If The World Just Danced» не попал в чарт UK Singles Chart, но занял 57-е место в чарте UK Singles Sales[47].
8. ↑  «Turn Up the Sunshine» не попал в чарт UK Singles Chart, но занял 57-е место в чарте UK Singles Downloads Chart[48].